# Lirabotys
Lirabotys is een geslacht van vlinders van de familie van de grasmotten (Crambidae). De wetenschappelijke naam van dit geslacht is voor het eerst voorgesteld door Jay C. Shaffer en Eugene Gordon Munroe in een publicatie uit 2007.

## Soorten
- L. angazidzia (Viette, 1981)
- L. approximalis (Guenée, 1854)
- L. infuscalis (Zeller, 1852)
- L. liralis (Legrand, 1966)
- L. prolausalis (Walker, 1859)
- L. rufitincta (Hampson, 1913)